# Guo Jingjing
Guo Jingjing (15 de octubre de 1981 en Baoding, Provincia de Hebei) es una saltadora china ganadora seis medallas olímpicas, cuatro de ellas de oro, y ocho títulos de campeona mundial. Es la saltadora más laureada de la historia.
Comenzó a practicar los saltos a la edad de seis años en la base de entrenamiento de Baoding, su localidad natal. Desde 1988 empezó a competir, y en 1992 fue seleccionada para el equipo nacional Chino.
Participó en sus primeros Juegos Olímpicos de Atlanta 1996, donde se clasificó quinta en saltos de plataforma. No obstante sus mayores éxitos llegarían en los saltos de trampolín. En 1998 se proclamó subcampeona mundial de esta modalidad en Perth, solo por detrás de la rusa Yuliya Pakhalina.
En los Juegos Olímpicos de Sídney 2000 ganó dos medallas de plata, una en saltos de trampolín individual, donde quedó por detrás de su compatriota Fu Mingxia, y otra en saltos sincronizados, precisamente formando pareja con Fu Mingxia. En Sídney era la primera vez que los saltos sincronizados formaban parte del programa olímpico.
Tras la retirada de Fu Mingxia em 2000, Guo Jingjing pasó a ser la absoluta dominadora en los saltos de trampolín a nivel mundial, tanto en la modalidad individual como en los sincronizados, formando siempre pareja con Wu Minxia (no confundir con Fu Mingxia).
Guo Jingjing ganó las medallas de oro de ambas modalidades en los Juegos Olímpicos de Atenas 2004 y Pekín 2008. El mismo doblete consiguió en los Campeonatos Mundiales de Fukuoka 2001, Barcelona 2003, Montreal 2005 y Melbourne 2007. 
Gracias a sus dos medallas de oro en los Juegos Olímpicos de Pekín 2008, se ha convertido en la saltadora más laureada de la historia olímpica, con cuatro medallas de oro y dos de plata. Junto a Fu Mingxia y el estadounidense Greg Louganis, en los únicos que han ganado cuatro medallas de oro olímpicas en saltos.
Guo Jingjing es un personaje muy popular en China, y ha protagonizado varias campañas publicitarias. También su vida privada ha sido objeto de la atención de los medios.

## Resultados
| Año  | Competición          | Lugar     | Puesto                                                  |
| ---- | -------------------- | --------- | ------------------------------------------------------- |
| 1996 | Juegos Olímpicos     | Atlanta   | 5ª en Plataforma                                        |
| 1998 | Campeonato del Mundo | Perth     | 2ª en Trampolín Individual                              |
| 1998 | Juegos Asiáticos     | Bangkok   | 1ª en Trampolín Individual                              |
| 2000 | Juegos Olímpicos     | Sídney    | 2ª en Trampolín Individual 2ª en Trampolín Sincronizado |
| 2001 | Campeonato del Mundo | Fukuoka   | 1ª en Trampolín Individual 1ª en Trampolín Sincronizado |
| 2002 | Juegos Asiáticos     | Busán     | 1ª en Trampolín Individual 1ª en Trampolín Sincronizado |
| 2003 | Campeonato del Mundo | Barcelona | 1ª en Trampolín Individual 1ª en Trampolín Sincronizado |
| 2004 | Juegos Olímpicos     | Atenas    | 1ª en Trampolín Individual 1ª en Trampolín Sincronizado |
| 2005 | Campeonato del Mundo | Montreal  | 1ª en Trampolín Individual 1ª en Trampolín Sincronizado |
| 2006 | Juegos Asiáticos     | Doha      | 1ª en Trampolín Sincronizado                            |
| 2007 | Campeonato del Mundo | Melbourne | 1ª en Trampolín Individual 1ª en Trampolín Sincronizado |
| 2008 | Juegos Olímpicos     | Pekín     | 1ª en Trampolín Individual 1ª en Trampolín Sincronizado |